# Anisia nigrithorax
Anisia nigrithorax är en tvåvingeart som beskrevs av Wulp 1890. Anisia nigrithorax ingår i släktet Anisia och familjen parasitflugor. Inga underarter finns listade i Catalogue of Life.